# Toronto FC
Toronto Football Club – kanadyjski zawodowy klub piłkarski mający siedzibę w Toronto. Klub powstał w październiku 2005 i uczestniczy w Major League Soccer. Klub jest własnością koncernu Maple Leaf Sports & Entertainment. Pierwszy mecz rozegrał 7 kwietnia 2007 przeciwko Chivas USA.
Toronto FC gra na BMO Field, nowo wybudowanym stadionie, który może pomieścić 20 000 osób. Koszt budowy wyniósł 72 miliony dolarów. Jako profesjonalny stadion został zatwierdzony na początku roku 2007.
Pierwszym trenerem zespołu był Mo Johnston, który z klubem był związany od 25 sierpnia 2006. Trafił do niego z Red Bull New York. Jako piłkarz występował w Celticu Glasgow oraz Rangers FC. Obecnie zespół prowadzi Greg Vanney, piłkarz LA Galaxy.
Zimą 2014 roku klub pozyskał m.in. Michaela Bradleya, Jermaina Defoe, Júlio Césara oraz Dwaynea De Rosario.

## Zawodnicy
Stan na 28 marca 2020
| Nr | Poz. | Piłkarz                 |
| -- | ---- | ----------------------- |
| 2  | OB   | Justin Morrow           |
| 3  | OB   | Eriq Zavaleta           |
| 4  | PO   | Michael Bradley         |
| 5  | OB   | Julian Dunn             |
| 7  | NA   | Pablo Piatti            |
| 8  | PO   | Marky Delgado           |
| 9  | NA   | Erickson Gallardo       |
| 10 | PO   | Alejandro Pozuelo       |
| 12 | OB   | Rocco Romeo             |
| 13 | NA   | Patrick Mullins         |
| 14 | PO   | Noble Okello            |
| 15 | PO   | Jahkeele Marshall-Rutty |
| 16 | BR   | Quentin Westberg        |
| 17 | NA   | Jozy Altidore           |

| Nr | Poz. | Piłkarz            |
| -- | ---- | ------------------ |
| 18 | PO   | Nick DeLeon        |
| 19 | PO   | Griffin Dorsey     |
| 20 | NA   | Ayo Akinola        |
| 21 | PO   | Jonathan Osorio    |
| 22 | NA   | Richie Laryea      |
| 23 | OB   | Chris Mavinga      |
| 24 | PO   | Jacob Shaffelburg  |
| 25 | BR   | Alex Bono          |
| 26 | OB   | Laurent Ciman      |
| 27 | PO   | Liam Fraser        |
| 31 | PO   | Tsubasa Endoh      |
| 44 | OB   | Omar Gonzalez      |
| 96 | OB   | Auro Jr.           |
| 99 | NA   | Ifunanyachi Achara |

## Stadion
BMO Field – wielofunkcyjny (głównie piłkarski) stadion w Toronto w Kanadzie. Budowa rozpoczęła się w 2006 roku. Pierwszy mecz na stadionie został rozegrany przez Toronto FC 28 kwietnia 2007 przeciwko Kansas City Wizards. 22 lipca 2007 został tu rozegrany finał mistrzostw świata do lat 20. Stadion może pomieścić 20 000 widzów. Koszt budowy obiektu wynosił około 72 milionów dolarów kanadyjskich.